# Jerzy Deskur
Jerzy Andrzej Deskur h. Góra Złotoskalista (ur. 27 grudnia 1896 we Lwowie, zm. 12 sierpnia 1978 w Stanach Zjednoczonych) – oficer Wojska Polskiego II Rzeczypospolitej i Polskich Sił Zbrojnych, odznaczony Krzyżem Złotym i Srebrnym Orderu Virtuti Militari, mianowany przez władze RP na uchodźstwie pułkownikiem.

## Życiorys
Jerzy Deskur urodził się 27 grudnia 1896 roku, w rodzinie Jana (1860–1929), dyrektora banku, notariusza, i Kazimiery z Rudowskich h. Prus II.
Jerzy Deskur brał udział w I wojnie światowej. Po odzyskaniu przez Polskę niepodległości wstąpił do Wojska Polskiego. W stopniu porucznika kawalerii w szeregach 12 pułku ułanów Podolskich brał udział w wojnie polsko-bolszewickiej, a za swoje czynny otrzymał Krzyż Srebrny Orderu Virtuti Militari.
Po wojnie służył nadal w macierzystej jednostce, stacjonującej w garnizonie Zamość. 3 maja 1922 roku został zweryfikowany w stopniu rotmistrza ze starszeństwem z dniem 1 czerwca 1919 roku i 361. lokatą w korpusie oficerów jazdy (od 1924 roku – korpus oficerów kawalerii). W 1924 roku został przydzielony do Dowództwa 3 Dywizji Kawalerii w Poznaniu na stanowisko I oficera sztabu, pozostając oficerem nadetatowym 12 p.uł.. 6 lipca 1926 roku został przeniesiony do kadry oficerów kawalerii i przydzielony do Dowództwa 3 Dywizji Kawalerii w Poznaniu na stanowisko II oficera sztabu. 18 lutego 1928 roku został awansowany na majora ze starszeństwem z dniem 1 stycznia 1928 roku i 49. lokatą w korpusie oficerów kawalerii. W 1929 roku został przeniesiony do 6 pułku ułanów Kaniowskich na stanowisko dowódcy szwadronu liniowego. Następnie został przesunięty na stanowisko dowódcy szwadronu zapasowego. W marcu 1931 został przeniesiony do 24 pułku ułanów w Kraśniku na stanowisko kwatermistrza.
W czasie kampanii wrześniowej 1939 roku walczył jako zastępca dowódcy 24 puł. 19 września razem z 10 Brygadą Kawalerii przekroczył granicę z Węgrami. Z Węgier przedostał się do Francji, gdzie wstąpił do Polskich Sił Zbrojnych. Od lutego 1940 do sierpnia 1942 był dowódcą 24 pułku ułanów, odtworzonej jednostki w ramach broni pancernej PSZ. Pełniąc tę funkcję, od 16 października 1940 był dowódcą garnizonu w szkockim Arbroath.
13 lipca 1942 roku został mianowany przez Naczelnego Wodza dowódcą 1 pułku przeciwpancernego. 13 września 1942 roku objął dowództwo tego oddziału. 13 listopada 1943 roku zdał dowództwo pułku majorowi Romualdowi Dowbór. Po przekazaniu obowiązków został przeniesiony do dyspozycji dowódcy 1 Dywizji Pancernej z pozostawieniem w swoim obecnym garnizonie, do czasu nadania przydziału przez Sztab Naczelnego Wodza. 17 grudnia 1943 roku został przeniesiony do Centrum Wyszkolenia Piechoty. W 1965 roku został awansowany na pułkownika w korpusie oficerów kawalerii.
Jego żoną od 1922 była Katarzyna z Wyrzykowskich (1900–1946), z którą miał syna Kazimierza (1923–1984), powstańca warszawskiego ps. „Celestynowski”. Drugą żoną została w 1949 Eugenia Natalia z Milszów, primo voto Marcinkiewicz (1904–1985), podczas wojny żołnierz Armii Krajowej, więziona w Lublinie i niemieckich obozach koncentracyjnych.
Jerzy Deskur zmarł 12 sierpnia 1978. Został pochowany na polskim cmentarzu katolickim im. Stanisława Kostki w gminie Maine w Hrabstwie Broome w stanie Nowy Jork w Stanach Zjednoczonych (w tym samym miejscu została pochowana jego druga żona).

## Ordery i odznaczenia
- Krzyż Złoty Orderu Virtuti Militari nr 144[23][24]
- Krzyż Srebrny Orderu Wojskowego Virtuti Militari nr 2633 (1921)[25]
- Krzyż Walecznych
- Złoty Krzyż Zasługi (10 listopada 1928)[26]
- Oficer Orderu Imperium Brytyjskiego (Wielka Brytania)[19]